# Omorgus senegalensis
Omorgus senegalensis är en skalbaggsart som beskrevs av Clarke H. Scholtz 1983. Omorgus senegalensis ingår i släktet Omorgus och familjen knotbaggar. Inga underarter finns listade i Catalogue of Life.